# Кучера Сергій Олександрович

Сергій Олександрович Кучера (нар. 2 серпня 1986, м. Запоріжжя, УРСР) - український актор театру та кіно. Актор   Запорізького академічного театру молоді (2004-2009р.) Актор  Київського академічного театру юного глядача на Липках (з 2009р.) Співпрацює з київським театром Актор  (з 2022р.) Співпрацює з київським театром  "Особистості" (з 2024р.) Член Національної спілки театральних діячів України (з 2021р.)

## Життєпис
Народився в місті Запоріжжя. Батько - Кучера Олександр Васильович судомеханік. Мати - Кучера Надія Олександрівна метеоролог. Старший брат - Кучера Андрій Олександрович.  
Дружина - Кучера(Яценко) Наталія Володимирівна, племінниця народної артистки України Яценко Тамари Олександрівни.   
Виховує доньку(2018)  
Дитинство провів в Запоріжжі. Переїхав в Київ після закінчення навчання.     
Навчався в Запорізькому національному університеті. 
Кафедра акторської майстерності. Курс Г.В. Фортуса. Випуск 2008 року.
2004 - 2009 рр. Актор Запорізького театру молоді
Актор київського академічного театру юного глядача на Липках з 2009 року.
Актор київського академічного театру "Актор" з 2022 року
Актор київського театру "Особистості" з 2024 року
Активно знімається в серіалах
Ролі: 
"Жіночий лікар. Нове життя" 1 та 2 сезон. 2023 - 2025 р.  - Стас (бармен)
Задіяний в антрепризах.
1. ↑  Актер Архів. Osobystosti (укр.). Процитовано 8 квітня 2025.
2. ↑  Випускники - наша гордість!. sites.znu.edu.ua. Процитовано 23 лютого 2025.
3. ↑  Актори — Запорізький театр молоді. www.teatrmolodi.zp.ua (укр.). Процитовано 23 лютого 2025.
4. ↑  Театр Юного Глядача | Вистави та події. Театр Юного Глядача. Процитовано 23 лютого 2025.
5. ↑  Kitsoft. Оприлюднено список митців на здобуття Мистецької премії «Київ» у 2024 році. Офіційний портал КМДА - Головна (укр.). Процитовано 23 лютого 2025.
6. ↑  Головна. Osobystosti (укр.). Процитовано 23 лютого 2025.
7. ↑  ua.kinorium.com https://ua.kinorium.com/name/3901504/. Процитовано 23 лютого 2025. {{cite web}}: Пропущений або порожній |title= (довідка)